# Comuna Ciucsângeorgiu, Harghita
Ciucsângeorgiu (în maghiară Csíkszentgyörgy) este o comună în județul Harghita, Transilvania, România, formată din satele Armășeni, Armășenii Noi, Bancu, Ciobăniș, Ciucsângeorgiu (reședința), Cotormani, Eghersec, Ghiurche și Potiond.

## Administrație
Comuna Ciucsângeorgiu este administrată de un primar și un consiliu local compus din 15 consilieri. Primarul, Zsófia Réti[*], de la Uniunea Democrată Maghiară din România, este în funcție din 1 noiembrie 2024. Începând cu alegerile locale din 2024, consiliul local are următoarea componență pe partide politice:
|  | Partid                                 | Consilieri | Componența Consiliului | Componența Consiliului | Componența Consiliului | Componența Consiliului | Componența Consiliului | Componența Consiliului | Componența Consiliului | Componența Consiliului | Componența Consiliului | Componența Consiliului | Componența Consiliului | Componența Consiliului | Componența Consiliului | Componența Consiliului |
|  | -------------------------------------- | ---------- | ---------------------- | ---------------------- | ---------------------- | ---------------------- | ---------------------- | ---------------------- | ---------------------- | ---------------------- | ---------------------- | ---------------------- | ---------------------- | ---------------------- | ---------------------- | ---------------------- |
|  | Uniunea Democrată Maghiară din România | 14         |                        |                        |                        |                        |                        |                        |                        |                        |                        |                        |                        |                        |                        |                        |
|  | Bereczki Kovács Attila                 | 1          |                        |                        |                        |                        |                        |                        |                        |                        |                        |                        |                        |                        |                        |                        |

- 2004 - 2008 : Győrgy Jozsef
- 2008 - : Győrgy Jozsef

## Demografie
Componența etnică a comunei Ciucsângeorgiu
     Maghiari (93,21%)
     Alte etnii (1,09%)
     Necunoscută (5,7%)
Componența confesională a comunei Ciucsângeorgiu
     Romano-catolici (88,23%)
     Penticostali (3,69%)
     Alte religii (2,03%)
     Necunoscută (6,05%)
Conform recensământului efectuat în 2021, populația comunei Ciucsângeorgiu se ridică la 4.876 de locuitori, în creștere față de recensământul anterior din 2011, când fuseseră înregistrați 4.839 de locuitori. Majoritatea locuitorilor sunt maghiari (93,21%), iar pentru 5,7% nu se cunoaște apartenența etnică. Din punct de vedere confesional, majoritatea locuitorilor sunt romano-catolici (88,23%), cu o minoritate de penticostali (3,69%), iar pentru 6,05% nu se cunoaște apartenența confesională.

## Monumente
- Biserica Romano-Catolică din Ciucsângeorgiu, fortificată, construită în stil gotic;
- Capela Pósaheghi Nagyboldogasszony, satul de reședință;
- Biserica Greco-Catolică „Sfântul Gheorghe”, construită în secolul al XVIII-lea (ortodoxă din 1948), satul de reședință

## Imagini

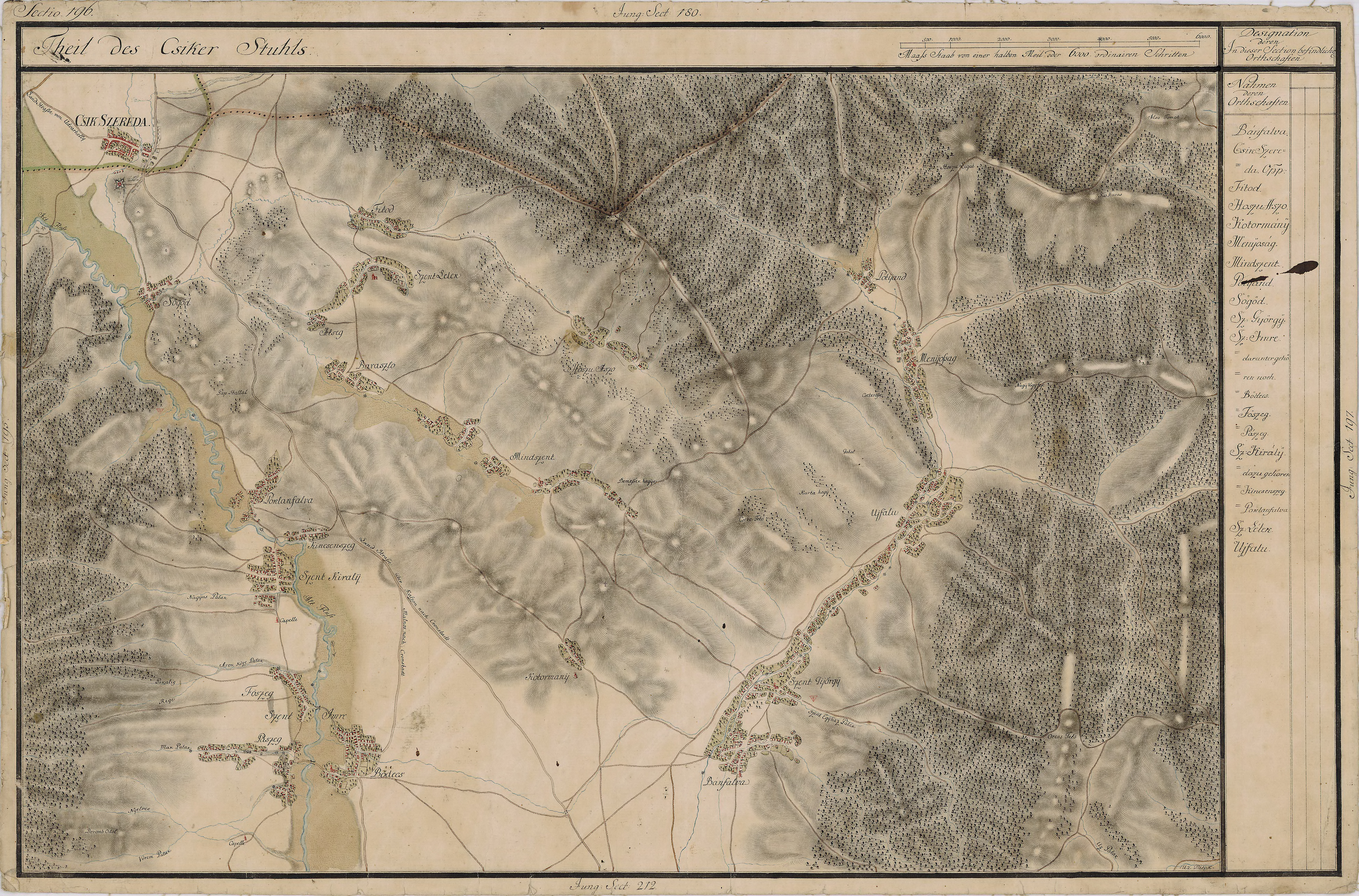
Ciucsângeorgiu în Harta Iosefină a Transilvaniei, 1769-1773